# Sesbania greenwayi
Sesbania greenwayi är en ärtväxtart som beskrevs av Jan Bevington Gillett. Sesbania greenwayi ingår i släktet Sesbania och familjen ärtväxter. Inga underarter finns listade i Catalogue of Life.